# Sarby (przystanek kolejowy)
Sarby – nieistniejący już przystanek kolejowy na zlikwidowanej linii kolejowej nr 313 Otmuchów – Przeworno, w miejscowości Sarby, w województwie dolnośląskim, w powiecie strzelińskim, w gminie Przeworno, w Polsce.
| Sarby                                         |  |                               |
| Linia nr 313 Otmuchów – Przeworno (27,330 km) |  |                               |
| Jagielnoodległość: 3,092 km                   |  | Przeworno odległość: 4,789 km |